# Jean-Frédéric-Charles d'Ostein
Jean-Frédéric-Charles d'Ostein baron d'Ostein (village disparu près d'Issenheim), né le 6 juillet 1689, mort le 4 juin 1763, est archevêque et prince-électeur de Mayence de 1743 à 1763. À ce titre, il est également archichancelier du Saint-Empire romain germanique. Depuis 1756 il est aussi évêque de Worms.

## Biographie
Il est le fils de Jean-François-Sébastien, baron d'Ostein, un village disparu près d'Issenheim, fait comte d'empire en 1712, et d'Anne-Charlotte-Marie comtesse de Schönborn, apparentée avec Lothar Franz von Schönborn.
La famille de Jean-Frédéric-Charles d'Ostein est une famille de la vieille noblesse de l'archevêché de Mayence. Il est élu en 1724 prieur de chapitre de la cathédrale Saint-Barthélemy de Francfort et depuis il devient chanoine custode à la cathédrale de Mayence.

### Pressions étrangères
Après la mort de son prédécesseur Philipp Karl von Eltz, il est élu précipitamment archevêque de Mayence le 22 avril 1743, alors que les Français et les Bavarois, d'un côté, et les Autrichiens de l’autre, s'approchent de cette ville pour y faire nommer un prélat attaché à leur parti.
Dès la première année de son épiscopat, il fait, en faveur de la maison d'Autriche, une démarche qui a de grandes suites et lui attire bien des chagrins. L’affirmation d'un dualisme allemand (de) opposant l'Autriche des Habsbourg à la Prusse des Hohenzollern ne laisse désormais guère de latitude politique à l'archevêque. Ostein parvient cependant à tenir son électorat à l'écart des guerres rampantes, raison pour laquelle il s'entremet lors des pourparlers de paix de Füssen entre l'Autriche et la Bavière le 22 avril 1745. Il couronne empereur François-Étienne de Lorraine sous le nom de François Ier le 4 octobre 1745, mais ce souverain falot ne fait que renforcer la position de la Prusse de Frédéric le Grand, qui déclenche 1756 la guerre de Sept Ans. L'Électorat aligne ses forces contre les Prussiens, mais lorsqu'Erfurt tombe aux mains des ennemis, il doit verser d'énormes réparations de guerre, qui ruinent le Trésor. À la suite de nouvelles défaites des alliés, Ostein se décida à la neutralité en 1757, ce qui le prive de toute initiative politique ultérieure dans le Saint-Empire.

### Politique intérieure

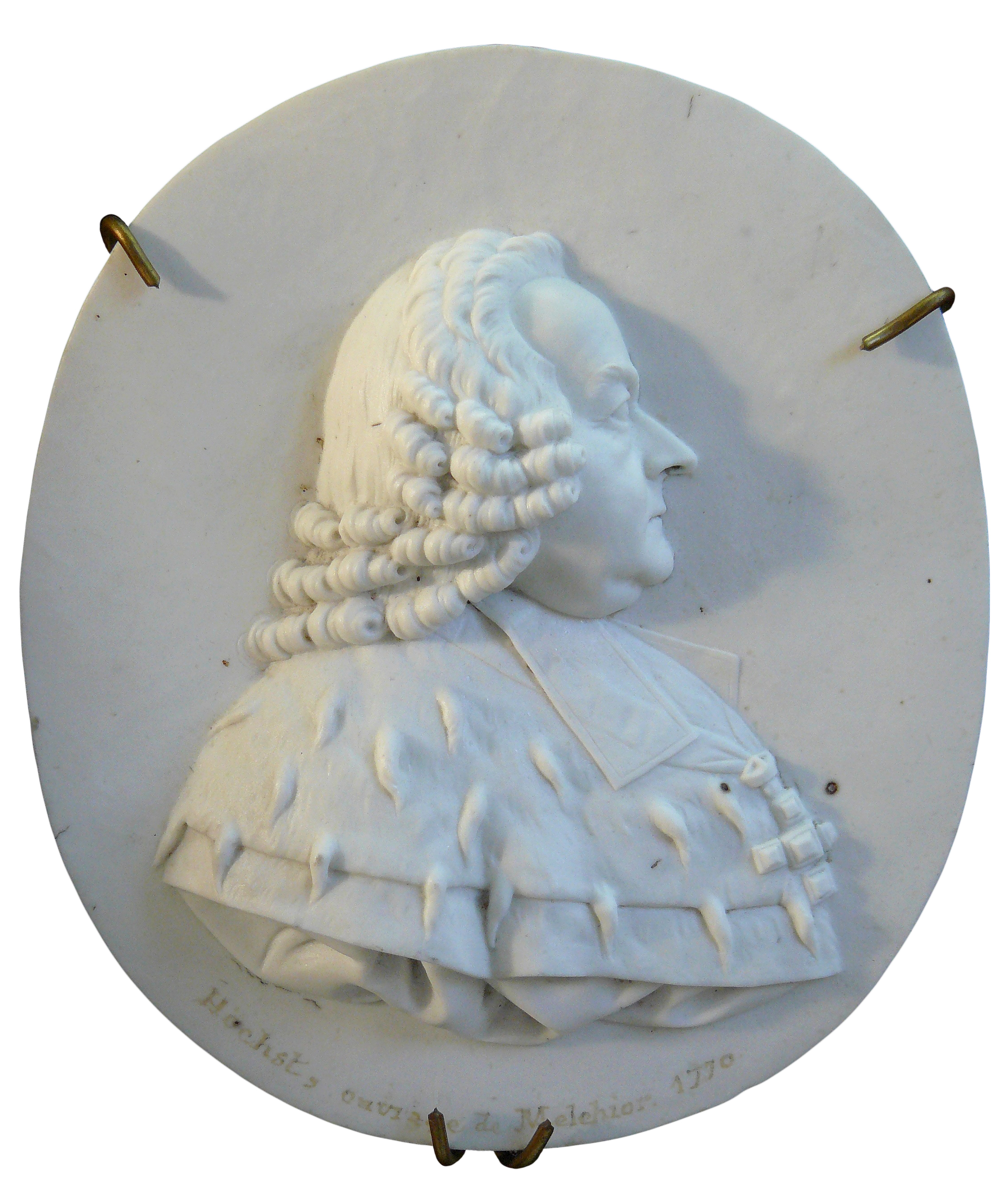
Portrait du prince électeur de Mayence, par Johann Peter Melchior, médaillon de biscuit de porcelaine dure, vers 1770, Musée de national de céramique de Sèvres (Hauts-de-Seine, France) - Inv n° MNC 6526

Avec Ostein s’ouvre à Mayence l'ère du despotisme éclairé. Il n'est pourtant pas le véritable dirigeant en pratique, car son chancelier Anton Heinrich Friedrich von Stadion (de), qui s'est déjà assuré les plus hautes fonctions sous les règnes de ses deux prédécesseurs tient les rênes de la politique. Stadion est influencé par le mouvement français des Lumières, ce qui éclate dans ses réformes.
Il veut que l'archevêché rattrape le niveau des autres états temporels du Saint-Empire. Il se consacre pour cela essentiellement à l'économie, qui a beaucoup souffert des opérations militaires françaises de Rhénanie entre 1740 et 1748. Afin de revivifier le commerce, il crée en 1746 le Mainzer Handelsstand, se lance dans le tracé de nouvelles voies de communication, la construction de nouveaux entrepôts, l'inauguration d'un marché aux vins permanent, décrète une foire bisannuelle et améliore la circulation des devises. La plaque tournante du commerce en Rhénanie commence à basculer de nouveau de Francfort vers Mayence.
L'Église n'est pas tenue à l'écart des réformes. En 1746 une loi d'abolition est votée qui interdit le legs de biens immobiliers à l'Église. Elle exige même le retour de terres ecclésiastiques à des particuliers.
D'autres mesures prises sous le gouvernement de Johann Friedrich et de son chancelier concernent l'amélioration de l'éducation élémentaire et la protection sociale ainsi que l'unification du droit civil mayençais (1756).